# Albert Schwartz (Zoologe)
Albert Schwartz (* 13. September 1923 in Cincinnati, Ohio; † 18. Oktober 1992 in Miami, Florida) war ein US-amerikanischer Zoologe. Sein Forschungsschwerpunkt war die Tierwelt der Westindischen Inseln.

## Leben und Wirken
Schwartz besuchte Privatschulen in Cincinnati. Seine Eltern starben, während er die Hochschule besuchte. 1944 erlangte er seinen Bachelor of Science in Psychologie, 1946 seinen Master of Science in Zoologie an der University of Miami mit der Diplomarbeit „Cestodes of sharks of the east coast of Florida“ und 1952 seinen Ph.D. an der University of Michigan mit der Doktorarbeit „Mammals of southern Florida and the upper Florida keys“. Zwischen 1967 und 1988 war Schwartz Professor am Miami-Dade Community College. Schwartz arbeitete häufig mit anderen Biologen zusammen, darunter mit Richard Thomas von der Universität von Puerto Rico in Rio Piedras und mit Orlando H. Garrido aus Kuba. Ab 1954 widmete Schwartz seine Forschungsarbeit der Tierwelt der Westindischen Inseln. Er beschrieb die Key-Lago-Baumwollmaus (Peromyscus gossypinus allapaticola), drei neue Fledermaustaxa (Nycticeius humeralis subtropicalis, Myotis martiniquensis nyctor und Sturnira thomasi), fast zwei Dutzend neue Schmetterlingsarten, 40 Froscharten und 24 Unterarten (darunter viele Spezies der Gattungen Pristimantis und Eleutherodactylus), 35 Echsenarten und 223 Unterarten sowie 5 Schlangenarten und 32 Unterarten. Ab den späten 1970er Jahren betrieb Schwartz Forschungen über die westindische Schmetterlingsfauna. Schwartz verfasste mehrere Bestimmungsbücher, darunter A guide to the identification of the amphibians and reptiles of Hispaniola (1984), A guide to the identification of the amphibians and reptiles of the West Indies exclusive of Hispaniola (1985), West Indian Amphibians and Reptiles: A Checklist (1988), The Butterflies of the Lower Florida Keys (1987), Haitian Butterflies (1983), The Butterflies of Hispaniola (1989) und Amphibians and Reptiles of the West Indies: Descriptions, Distributions, and Natural History (1991).

## Dedikationsnamen
2008 stellten die Herpetologen S. Blair Hedges, William E. Duellman und Matthew P. Heinicke die Froschgattung Schwartzius auf, die heute jedoch ein Synonym für die Gattung Eleutherodactylus ist. Richard Thomas benannte 1966 Eleutherodactylus schwartzi und 1989 Typhlops schwartzi zu Ehren von Albert Schwartz. 1972 ehrte James D. Lazell Schwartz im wissenschaftlichen Namen der Unterart Anolis wattsi schwartzi. 1998 benannten Geoffrey Swinney und Robert George Sprackland den vermutlich ausgestorbenen Riesengecko Tarentola albertschwartzi nach Schwartz. 1992 erhielt die Kugelfingergeckoart Sphaerodactylus schwartzi ihren Namen von Schwartz Kollegen S. Blair Hedges, Richard Thomas und Orlando Garrido.